# Chant XXIX du Paradis
Le Chant XXIX du Paradis est le vingt-neuvième chant du Paradis de La  Divine Comédie du poète florentin Dante Alighieri. Il se déroule dans le Primum Mobile, où résident les hiérarchies angéliques ; nous sommes dans la nuit du 14 avril 1300 ou du 31 mars 1300.

## Thèmes et contenus

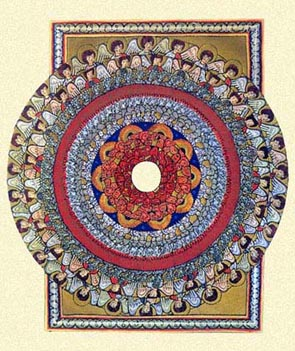
Peinture des neuf chœurs angéliques, tirée du bréviaire de Hildegarde de Bingen.

### Béatrice explique pourquoi, comment et quand Dieu a créé les Anges: versets 1-36
La configuration astronomique dans laquelle le Soleil et la Lune, les fils de Latone, Apollon et Diane sont équidistants du zénith, ne dure qu'un instant car l'un se lève et l'autre se couche : de la même durée, juste un instant, est le silence de Béatrice avant qu'elle ne reprenne son discours sur les anges (versets 1-9). Béatrice répond donc à une série de questions possibles de Dante ; possibles car Dante ne les formule pas : elle les lit en Dieu. Les réponses, mises ensemble, constituent la dissertation qui occupe tout le Chant.
Béatrice, dans une sorte de préambule inspiré des théories de saint Thomas et de saint Bonaventure (versets 10-18), informe Dante que Dieu a créé les anges par amour, exprimant sa capacité créatrice en dehors du temps et de l'espace : s' aperse in nuovi amor l'etterno amore. (verset 18). Il lui fait ensuite remarquer qu'il est insensé de demander ce que Dieu a fait avant la création, puisqu'il est insensé de parler d'un avant ou d'un après par rapport à la nature extra-temporelle de la création (versets 19-30), et que Dieu a créé les substances, les plus hautes et les plus basses, toutes en même temps, en attribuant à chacune sa propre place et en liant inextricablement toutes les créatures entre elles : in un vime (lien) che giammai non si divima (qui ne peut être défait) (verset 36).

### Les bons Anges et les Anges rebelles. Il n'y a pas de Mémoire chez les Anges: versets 37-84
Béatrice poursuit en notant que saint Jérôme prétend que les Anges auraient été créés avant le reste du monde mais, outre que cela n'est pas confirmé par l'Écriture, cela suppose qu'ils soient restés inactifs jusqu'au moment de la création. Moins de vingt secondes après leur création, les Anges rebelles (environ dix pour cent du total, selon la plupart des exégètes) ont été précipités sur Terre tandis que les Anges fidèles sont restés dans l'Empyrée, se livrant à l'activité à laquelle Dante les voit se livrer : tourner autour de Dieu pour leur plus grand plaisir. La cause de la chute fut l'orgueil de Lucifer, que le Poète a déjà vu confiné au centre de la terre. De plus, les anges, contrairement aux vaticinations des savants du monde sublunaire, n'ont pas de mémoire et n'ont donc rien à retenir, puisqu'ils ne connaissent pas les choses par les facultés humaines.

### Contre les Sophismes philosophiques et les Prêcheurs de Chicanerie: versets 85-126
Béatrice déplore la tendance répréhensible à faire passer le sophisme avant même l'Écriture Sainte, sans penser à ce que le sang a coûté pour semer la Vérité révélée dans le monde. Même les prédicateurs préfèrent les inventions à la vérité de l'Évangile : il y a ceux qui prétendent, par exemple, que la lune, pendant la passion du Christ, a inversé sa course pour se placer entre le soleil et la terre. Ceux qui soutiennent cela parlent faussement : la lumière s'est cachée, sinon seule la Judée en aurait été privée, et non toute la terre, des Espagnols aux Indiens.
Il n'y a pas autant de Lapi et de Bindi, pour citer des diminutifs qui étaient très communs à Florence à cette époque, que de fables de ce genre qui sont prêchées chaque année du haut des chaires : de sorte que les fidèles se nourrissent de ragots. Le Christ a envoyé les Apôtres pour prêcher la vérité, pas des bavardages inutiles : maintenant, nous allons prêcher avec des devises et des blagues. (versets 115-116). La crédulité à de telles absurdités engraisse les « porcs de Saint Antoine » et d'autres, plus porcs encore.

### Le Nombre incommensurable d'Anges: versets 127-145
Pour en revenir aux Anges et à la contemplation des choses célestes, Béatrice précise que leur nombre est infini et que, lorsque le prophète Daniel parle de milliers, il ne s'agit pas d'un nombre précis. Chaque ange reçoit différemment la lumière divine et aime donc Dieu différemment : c'est dire la grandeur et la hauteur de Dieu qui se reflète dans une telle multiplicité comme dans d'innombrables miroirs, tout en restant un. Ici se termine la dissertation de Béatrice sur l'essence des Anges : Dante est maintenant prêt à atteindre l'Empyrée, le siège de Dieu et des bienheureux.

## Analyse
- Métaphore astronomique initiale (versets 1-9) : Dans les constellations opposées du Bélier (Ram) et de la Balance (Libra), le soleil et la lune sont, pendant un instant, coupés en deux par l'horizon comme par une ceinture (zone) ; et par rapport au Zénith, ils sont comme les pôles d'une immense balance qui, pendant un instant, est en équilibre miraculeux. Après un instant, l'équilibre est rompu et chacun des deux se déséquilibre et se libère en se dirigeant vers son propre hémisphère. Béatrice est ainsi absorbée un instant dans la contemplation du point divin, puis elle sort de son silence, poursuivant son explication de l'essence et des facultés des Anges.
- Questions théologiques : Pour faciliter l'exposé, nous pourrions transformer la dissertation de Béatrice en une série de questions et de réponses. Préambule : (versets 10 - 18) : Dieu a créé par amour, librement, hors du temps et de l'espace.
  - Première question (versets 19-48) :
 Qu'a fait Dieu avant de créer les anges ? Réponse : cela n'a aucun sens de parler d'un avant ou d'un après, par rapport à la nature extratemporelle de la création.
  - Deuxième question (versets 49-69) :
 Dans ces circonstances extratemporelles, Dieu a-t-il créé uniquement les anges ? Réponse : non, il a créé tous les êtres instantanément. En effet, la matière, la forme et leur ensemble (« conjoint et pur ») sont comme un arc à trois cordes d'où partent trois flèches. De même que la lumière, filtrant à travers le verre dans l'ambre ou le cristal, est toute immédiate en eux, ainsi en est-il de l'œuvre de Dieu, qui a lié toutes les substances entre elles de manière inextricable : « vime (lien) qui ne divima (ne peut être défait) » (verset 36).
  - Troisième question (versets 70-145) :
 Pourtant, saint Jérôme ne soutient-il pas que les Anges ont été créés avant les autres substances ? Réponse : C'est vrai, il le prétend mais de nombreux passages de la Bible affirment le contraire et la Bible a été inspirée directement par Dieu. De plus, l'inactivité des Anges postulerait un manque de perfection qui ne leur est en rien imputable. Dante, soutient Béatrice à ce stade et a maintenant compris où, quand et comment les anges ont été créés.
  - Quatrième question :
 Combien de temps s'est-il écoulé entre le moment de la création et le moment de la rébellion de Lucifer et de ses autres anges suiveurs qui se sont alors enfoncés dans la terre, le plus bas des quatre éléments sublunaires ?
  - Cinquième question :
 Que s'est-il passé ensuite ?
  - Sixième question : 
Et Quelle aura été la récompense qu'ils n'avaient pas déjà, pour les bons anges ? Réponses : il aura été inférieur au temps nécessaire pour compter de un à vingt ; les « bons anges » ont commencé à contempler le point divin en tournant autour de lui ; le prix est la grâce qui leur vient de Dieu car ils sont conscients que leur existence vient entièrement de lui.

Béatrice apporte une réponse à l'hypothétique septième question de Dante en soulignant que les anges, contrairement aux vaticinations des savants du monde sublunaire, n'ont pas de mémoire et n'ont donc rien à se rappeler, puisqu'ils ne connaissent pas les choses par les facultés humaines.